# Puerto de Suez
El Puerto de Suez (en árabe: ميناء السويس) es un puerto egipcio situado en el límite sur del Canal de Suez. Está bordeada por la línea imaginaria que se extiende desde Ras-El-Adabieh a Moussa incluyendo la costa norte hasta la entrada del Canal de Suez. Originalmente el Puerto Tewfik (o puerto Taufiq) fue llamado así por la entrada del canal. El Puerto de Suez cubre un área más grande con múltiples puertos.  Encerrada en un rompeolas esta la bahía artificial El Mira-El Gedda. 
- Puerto Tawfik, al oeste de la entrada del Canal de Suez. Utiliza el Muelle cerrado Ibrahim.

- Muelle del Petróleo, en la parte occidental de la bahía de El Gedda.

- Puerto de Ataka, el puerto pesquero. Las fronteras están limitadas por los espigones portuarios.